# Ноябрь 2017 года

Список событий ноября 2017 года.

## События
- 1 ноября
  - В России вступил в силу закон о запрете доступа к заблокированным сайтам посредством анонимайзеров[1][2].
- 4 ноября
  - Премьер-министр Ливана Саад Харири, находясь в Саудовской Аравии, объявил об уходе в отставку, заявив в телеобращении, транслируемом каналами «Al Mustaqbal» и «Al Arabiya», что делает это из опасений за свою жизнь, он также обвинил Иран в том, что он «сеет страх и разрушение» в соседних странах[3][4].
- 5 ноября
  - Международная группа ученых описала на Суматре новый вид человекообразных обезьян — тапанульского орангутана (Pongo tapanuliensis), до этого новый вид крупных гоминид — карликовый шипанзе бонобо — был описан почти 90 лет назад[5].
  - Бывший военный Девин Келли застрелил 26 человек в церкви техасского городка Сазерленд-Спрингс, после чего покончил с собой[6].
  - Произошла масштабная утечка финансовых документов, которая раскрыла информацию об активах и собственности политиков и других публичных деятелей, а также о финансовых махинациях крупных международных компаний[7].
- 6 ноября
  - В Казани прошёл организованный Всетатарским общественным центром митинг в поддержку обязательного изучения татарского языка в школах Татарстана[8].
  - Президент России Владимир Путин внёс законопроект о наделении Росгвардии полномочиями по обеспечению безопасности глав регионов и иных лиц[9].

- 7 ноября
  - Отмечался столетний юбилей Октябрьской революции[10][11].
  - В Саудовской Аравии в рамках объявленной накануне борьбы с коррупцией произведены аресты 11 принцев, в том числе одного из богатейших людей мира аль-Валид ибн Талал Аль Сауда[12].
- 9 ноября
  - Согласно приказу Папы Римского Франциска, был введён запрет на продажу сигарет и табака в магазинах беспошлинной торговли и супермаркетах Ватикана[13].
- 11 ноября
  - Бывшему владельцу Черкизовского рынка, мультимиллионеру Тельману Исмаилову предъявлены обвинения в организации убийства[14].
  - IBM создала прототип мощнейшего процессора с 50 квантовыми разрядами[15].
  - В ходе визита Дональда Трампа в Пекин был подписан меморандум об участии китайской стороны в развитии проекта Alaska LNG по доставке сжиженного газа в КНР из США[16].
- 12 ноября
  - На границе Ирана и Ирака произошло землетрясение магнитудой 7,3[17].
- 13 ноября
  - Совет ЕС принял решение ввести ограничительные меры в адрес Венесуэлы, в частности, запрет на ввоз оружия или материалов, которые могут быть использованы для внутренних репрессий[18].
- 14 ноября
  - Российским и итальянским учёным впервые удалось подтвердить наблюдениями сжатие белых карликов[19].
- 15 ноября
  - В Хабаровском крае при заходе на посадку разбился пассажирский самолет L-410, следовавший из Хабаровска в Нелькан[20].
  - В Зимбабве арестован президент страны Роберт Мугабе, правивший ей с 1980 года. Военные вывели на улицы столицы танки и захватили гостелекомпанию ZBC[21].
  - Песня Fratelli d’Italia официально стала гимном Италии[22].
- 16 ноября
  - Картина Леонардо да Винчи «Спаситель мира» стала самым дорогим произведением искусства, когда-либо продававшимся на торгах аукционного дома Christie’s в Нью-Йорке. Принадлежавшая российскому миллиардеру Дмитрию Рыболовлеву картина была продана за $450 312 500[23]
  - В США стартовала презентация нового изобретения Илона Маска — первого электрического грузовика Tesla Semi[24].
- 17 ноября
  - В Атлантике пропала аргентинская подлодка «Сан-Хуан»[25]
  - В Калифорнии прошла первая в мире процедура по «редактированию» генома взрослого человека прямо внутри его тела[26].
- 20 ноября
  - Астрономами был описан 1I/Оумуамуа — первый межзвёздный объект, пролетевший через солнечную систему[27][28].
- 21 ноября
  - Центр Луганска заняли неизвестные люди в военной форме без знаков отличия[29].
- 22 ноября
  - Международный трибунал по бывшей Югославии приговорил генерала Ратко Младича к пожизненному заключению. Осуждённый был признан виновным, в том числе, в геноциде мусульман в Сребренице и захвате сотрудников ООН[30].
  - В США Федеральная комиссия по связи опубликовала законопроект, который отменяет практически все принципы сетевой нейтральности, зафиксированные в законе времен Обамы[31].
- 24 ноября
  - Рядом с ветровой электростанцией в Хорнсдейле (Южная Австралия) компания Tesla построила крупнейшую в мире литий-ионную батарею, которая способна в течение часа обеспечивать энергией 30 тыс. зданий[32].
  - Президентом Зимбабве стал Эммерсон Мнангагва, бывший вице-президент страны[33].
  - Джефф Безос, основатель Amazon.com, признан самым богатым человеком Земли с состоянием 100 миллиардов[34].
  - В результате атаки террористов на мечеть в египетском посёлке Бир-эль-Абд погибли более 300 человек[35].
- 25 ноября
  - Парламент самопровозглашенной Луганской народной республики принял отставку бывшего главы ЛНР Плотницкого и назначил и. о. главы ЛНР Леонида Пасечника[36].
- 26 ноября
  - На Бали проснулся вулкан Агунг, тысячи туристов и местных жителей эвакуированы[37].
  - На детском Евровидении победила россиянка Полина Богусевич[38].
- 28 ноября
  - Цена биткойна впервые превысила 10000 долларов[39].
  - Второй запуск с космодрома Восточный, стартовала ракета-носитель «Союз-2.1б» с разгонным блоком «Фрегат» и космическим аппаратом «Метеор-М» для гидрометеорологических наблюдений, запуск оказался неудачным[40].
- 29 ноября
  - КНДР испытала межконтинентальную баллистическую ракету нового типа «Хвасон-15[англ.]»[41].
  - Бразильский футбольный клуб «Гремио» победил аргентинский «Ланус» во втором матче финала Кубка Либертадорес 2017 года и в третий раз в истории стал обладателем трофея[42]
  - Заместитель помощника госсекретаря Джон МакКаррик заявил, что Вашингтон выступает против строительства газопровода «Турецкий поток»[43].
- 30 ноября
  - Новый ледокол «Илья Муромец» передан Северному флоту ВМФ РФ[44].
  - Норвежская полиция рассказала о результатах масштабного расследования, касающегося массовых случаев сексуального насилия в Тюсфьорде, небольшом муниципалитете на севере страны, полицейские узнали о более чем 150 преступлениях, совершенных на протяжении нескольких десятков лет[45].
  - Компания Sanofi, единственный производитель вакцины против лихорадки денге, выступила с заявлением, что эта вакцина может иметь серьёзные побочные последствия, Министерство здравоохранения Филиппин в экстренном порядке приостановило программу вакцинации школьников, через которую уже прошли более 730 тысяч детей[46].